# To Ashes
To Ashes è il primo singolo del gruppo thrash metal/metalcore Shadows Fall, uscito nel 1997 via Ellington Records.

## Tracce
1. To Ashes - 5:53
2. Fleshold - 3:44